# Rudolf Eickemeyer

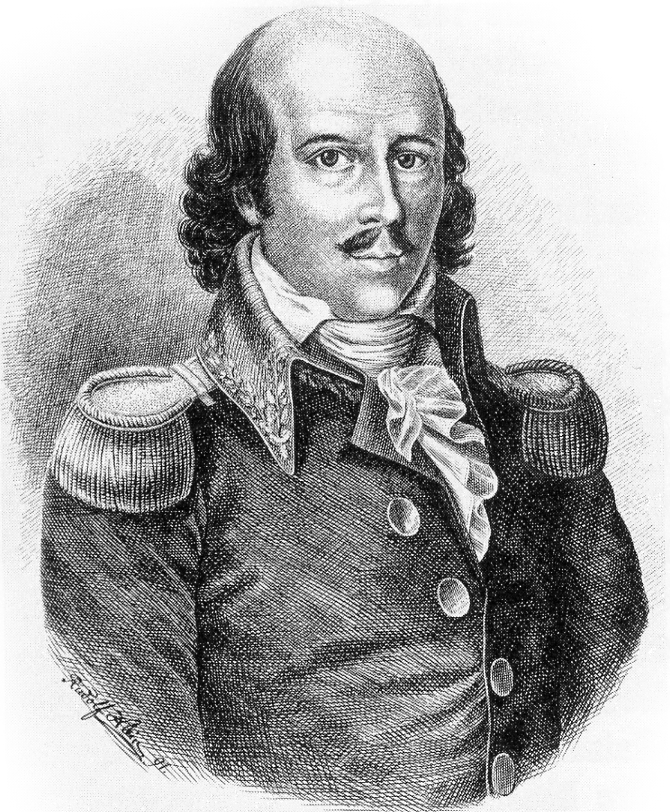
Rudolf Eickemeyer

Heinrich Maria Johann Rudolf Eickemeyer (* 11. März 1753 in Mainz; † 9. September 1825 in Gau-Algesheim) war kurfürstlich-mainzischer Professor an der Universität Mainz und ab 1779 Offizier in Diensten des Kurfürsten Friedrich Karl Joseph von Erthal.
Er war einer der militärischen Befehlshaber während der Belagerung von Mainz (1792). Nach der Kapitulation vor den französischen Revolutionstruppen 1792 trat er in die Armee der Französischen Republik ein, die er im Rang eines Generals  verließ. Nach seinem Rückzug aus der französischen Armee war er Maire, später Bürgermeister von Gau-Algesheim. Im Laufe seiner Karriere als Politiker war er zudem Provinzialrat der Provinz Rheinhessen und später Abgeordneter der Hessischen Abgeordnetenkammer im Großherzogtum Hessen.

## Familie
Eickemeyer war der Sohn des Kurmainzischen Artillerie-Hauptmanns Johann Christoph Eickemeyer (1720–1797). Väterlicherseits stammte die Familie aus dem kurmainzischen Eichsfeld. Die Familie seiner Mutter Katharina Theresa Franziska Schmidt (1727–1798), deren Vater ebenfalls ein Artillerie-Hauptmann in kurmainzischen Diensten war, stammte aus dem Rheingau, war aber bereits seit der dritten Generation in Mainz ansässig. Eickemeyer hatte noch fünf ältere Schwestern. 1792 heiratete Rudolf Eickemeyer die Witwe Therese Zucki geborene Appiano, mit der er bereits eine uneheliche Tochter hatte. 1803 ließ er sich mit seiner Familie in Gau-Algesheim nieder, wo er 1825 starb.

## Ausbildung, Studium und Lehrtätigkeit

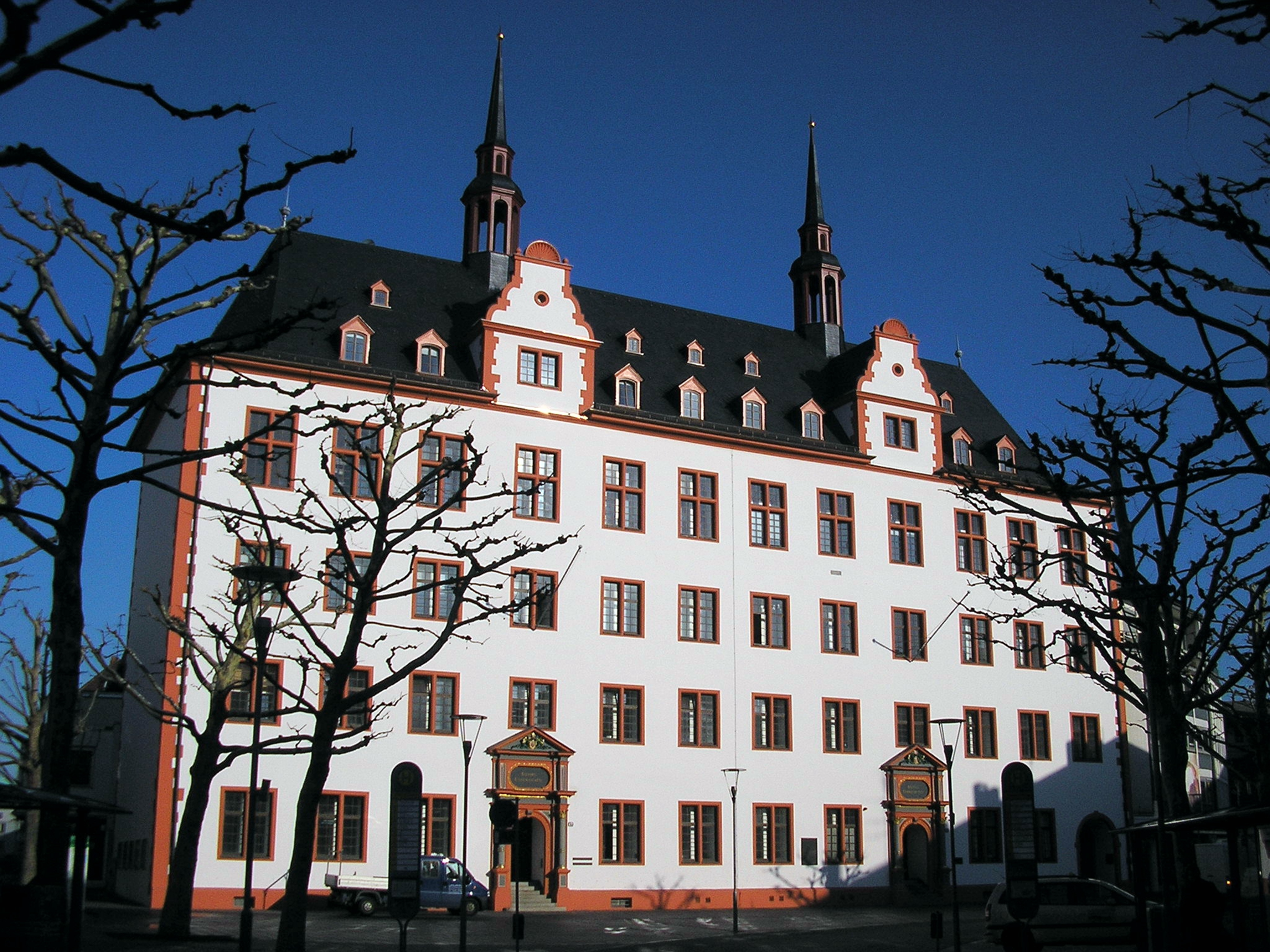
Domus Universitatis - das alte Mainzer Universitätsgebäude

Ursprünglich war Eickemeyer für den geistlichen Stand ausersehen. Als dieser aber erkennen ließ, dass er lieber den Beruf seines Vaters ergreifen würde, wurde für ihn eine militärische Laufbahn angestrebt. Sein Vater, der mehrere Jahre mathematische Wissenschaften in Göttingen studierte, bevor er sich in Mainz niederließ, unterrichtete ihn selbst in Mathematik. 1770 erhielt er aufgrund seiner Fachkenntnisse mit 17 Jahren eine frei gewordene Stelle bei der kurmainzischen Artillerie und wurde Stückjunker. Dies war der unterste Offiziersgrad in der Artillerie.
Bereits drei Jahre später bewarb er sich um eine Schullehrerstelle an der damals neu gegründeten Schullehrer-Akademie. Ein Jahr später bekam der 20-jährige dort und am ebenfalls neu gegründeten Gymnasium Emmericianum eine Anstellung als Lehrer für Mathematik und Baukunst. Wiederum ein Jahr später, 1774, wurde Eickemeyer der Lehrstuhl für Mathematik an der Mainzer Universität übertragen. Da er selbst noch kein Hochschulstudium aufweisen konnte und sich von dieser Aufgabe überfordert fühlte, bat er Kurfürst Erthal um Bildungsurlaub. Dieser wurde ihm, nachdem sein Vater die Vertretung des Sohnes als Dozent zusicherte, genehmigt. Rudolf Eickemeyer zog Ende Januar 1775 nach Paris, um an der dortigen Universität Mathematik und naturwissenschaftliche Fächer zu studieren. In dieser Zeit lernte er die Aufklärer Jean-Jacques Rousseau und Benjamin Franklin persönlich kennen. 1777 beendete er seine Studien in Paris und begab sich auf eine Studienreise durch Frankreich und Flandern. Später siedelte er nach London um. Dort führte er seine Studien weiter. Hier begegnete er Joseph Priestley sowie Johann Reinhold Forster und Georg Forster, die beide kurz vorher von James Cooks zweiter Südsee-Reise zurückgekehrt waren. Nach Studienzeiten in Oxford und Cambridge kehrte Rudolf Eickemeyer 1779 nach Mainz zurück und übernahm, mittlerweile im militärischen Rang eines Ingenieur-Oberleutnant, seinen Lehrstuhl an der Universität in Mainz. Von 1789 bis 1792 war er Dekan der Philosophischen Fakultät der Universität Mainz. Ebenfalls 1779 wurde er zudem zum Direktor der Wasserbau-Behörde ernannt. In dieser Funktion war er mit der Begradigung des Rheins und dem Ausbau der Leinpfade beschäftigt.

## Offizier der Kurmainzer Armee

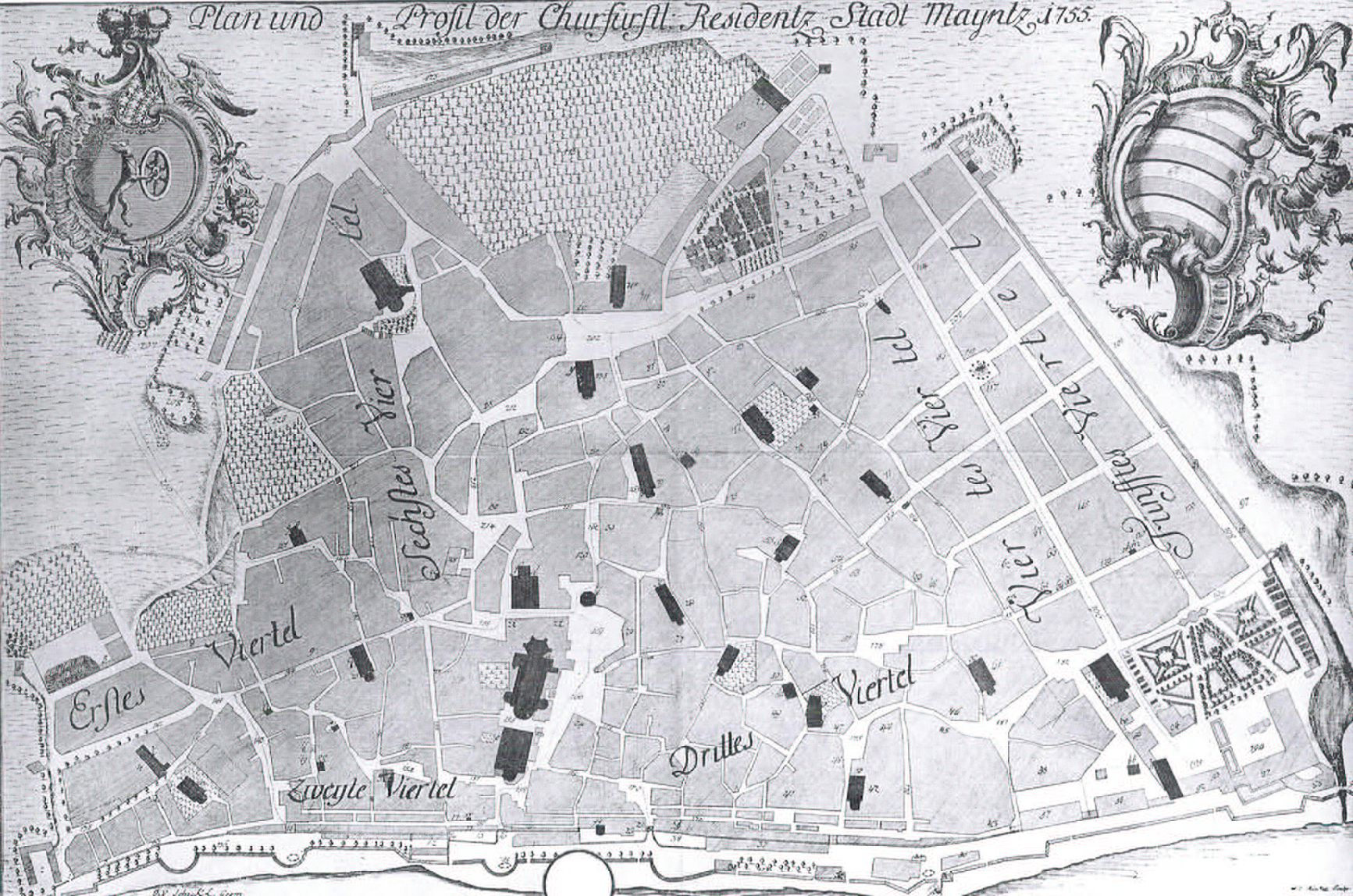
Stadt und Festung Mainz um 1755

Rudolf Eickemeyers militärische Karriere in der Kurmainzer Armee begann zunächst in der Mainzer Artillerie, wobei sein Vater ihm als Führer der Mainzer Ingenieure einen Übergang in die Ingenieurstruppe vermitteln konnte. 1779 hatte Eickemeyer bereits den Rang eines Ingenieur-Oberleutnants inne und erarbeitete Pläne für eine Reform des Ingenieurswesens in Mainz. Obwohl sein Vater ab 1788 als Oberst sowohl die Führung der Ingenieure als auch die der Artillerie innehatte, hatte er aus gesundheitlichen Gründen schon Jahre zuvor die Führungsverantwortung an seinen Sohn abgetreten. Defacto war Rudolf Eickemeyer seit Beginn der 80er Jahre für die gesamten Befestigungsanlagen der Stadt Mainz verantwortlich. Im Januar 1787 stieg Eickemeyer zum Major auf und war 1790 Oberstwachtmeister des kurfürstlichen Ingenieurkorps. Im Juni 1790 nahm er als Führer des Ingenieurkorps an dem Feldzug gegen Lüttich teil, wo er einen Plan zur Einnahme der Stadt Hasselt entwarf. Da die Insurgenten jedoch eine Belagerung der Stadt verhinderten, kam das Ingenieurkorps nicht zum Einsatz. Während dieser Zeit widmete er sich einer von der Bayerischen Akademie der Wissenschaften ausgeschriebene Arbeit zum Thema Welches sind für Bayern die besten und ausführlichsten Mittel, das Austreten der Flüsse und die davon anhangenden Überschwemmungen zu verhindern? Eickemeyer gab, zusammen mit dem kurfürstlichen Wasserbaudirektor von Ridel, eine entsprechende Denkschrift ab und gewann den mit 25 Golddukaten dotierten Ersten Preis. 1803 wurde die 50 Seiten umfassende Denkschrift mit vier zusätzlichen Plänen von der Königlichen Akademie der Wissenschaften gedruckt.

## Belagerung von Mainz 1792 und Eickemeyers Rolle bei der Übergabe der Stadt

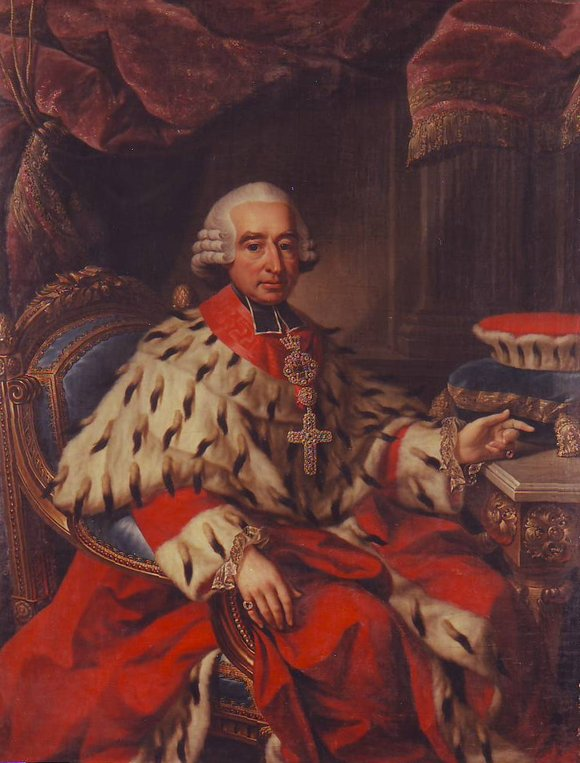
Kurfürst Friedrich Carl von Erthal floh vor der Belagerung aus Mainz

Angesichts der großen Gefahr entwarf Eickemeyer zusammen mit dem Gouverneur der Festung Mainz eine ganze Reihe von Bedrohungsszenarien und eine kurze Denkschrift zur Verteidigung der Stadt. Eickemeyer wandte sich auch im Verlauf seiner Dienstzeit in mehreren Gutachten direkt an den Kurfürsten und wies auf den bedenklichen Zustand der Festungsanlagen hin. Da ein großer Teil der Wallanlagen praktisch privatisiert und durch Gartenanlagen belegt war, empfahl er eine ganze Reihe an Sofortmaßnahmen, bis hin zur Einebnung verschiedener Festungsabschnitte. Doch erst 1792, mit Ausbruch des Ersten Koalitionskrieges, war man gewillt, dieser Thematik mehr Aufmerksamkeit zu schenken. Als sich nach der Einnahme Speyers französische Revolutionstruppen im Oktober 1792 unter General Adam-Philippe de Custine Mainz näherten, wurde der Belagerungszustand ausgerufen. Da man in Mainz, wie überall im Reich, von einem raschen Erfolg der österreichisch-preußischen Armee gegen Frankreich ausgegangen war, hatte man bis zu diesem Zeitpunkt nur kleinere Maßnahmen ergriffen. Nun, angesichts der unmittelbaren Gefahr, wurde die ganze Festung Mainz wie aus einem Winterschlaf herausgeholt. Tatsächlich gelang es Eickemeyer zusammen mit hunderten Bauern und Arbeitern die Festung in einen verteidigungsfähigen Zustand zu bringen. Dennoch zeigte sich deutlich, dass Eickemeyer selbst mit seiner Aufgabe deutlich überfordert war. Die weitläufige Festung bedurfte mindestens fünfmal so vieler Ingenieure und die lange Friedenszeit hatte dazu beigetragen, dass es keinerlei Regelungen oder Abläufe für die Vorbereitung einer derart großen Festung auf den Belagerungszustand war.
Bei Eintreffen der Franzosen lag die Verteidigung der Stadt Mainz in den Händen des Festungsgouverneurs General Clemens August Freiherr von Gymnich. Dieser stützte seine Entscheidungen auf zwei Kriegsräte, von denen der eine aus allen höheren Offizieren und Ingenieuren der Festung bestand und einem weiteren, in dem sämtliche Mainzer Generäle vertreten waren. Rudolf Eickemeyer, der seit dem Mai 1792 Oberstleutnant war, brachte es fertig, gegen die Empfehlung seiner eigenen Untergebenen, die Besetzung der Außenwerkung der Festung durchzusetzen. Dennoch konnte er nicht verhindern, dass die wenigen Tage der kurzen Belagerung aus Sicht der Verteidiger überaus chaotisch verliefen. Der entmutigte General von Gymnich befürwortete in einem Kriegsrat der Generäle am 20. Oktober die sofortige Übergabe der Stadt. Eickemeyer besaß in diesem Kriegsrat keine Stimme und fungierte lediglich als Protokollführer. Um seine Meinung gefragt, soll er zum Durchhalten geraten haben, jedoch findet sich auch seine Unterschrift unter der Erklärung zur Kapitulation.

## Wechsel vom kurfürstlichen zum französischen Militär

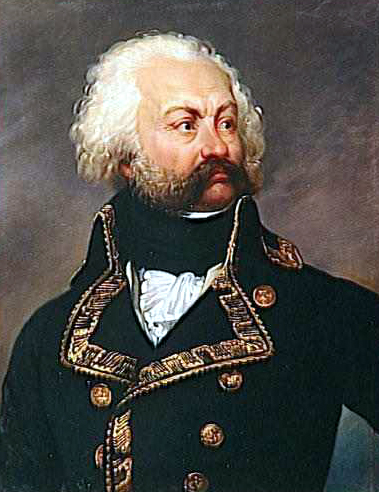
General Custine, der Eroberer von Mainz 1792

Eickemeyer wurde zusammen mit einem kurfürstlichen Hofrat in das französische Lager geschickt, um dort die Kapitulationsverhandlungen im Sinne des Kriegsrates zu führen. Erst hinterher will ihm aufgefallen sein, wie schlecht die Franzosen in Wirklichkeit auf eine Belagerung von Mainz vorbereitet waren. Es ist auch nicht genau bekannt, welche Gespräche er mit Custine führte und welche Angebote dieser ihm machte. Jedenfalls trat Eickemeyer, der nach dem Abzug der Garnison zurückgeblieben war, um alle Übergabeformalitäten durchzuführen, danach als Colonel in französischen Diensten. Zu seinem Rücktritt vom 1. November 1792 schrieb er an den Kurfürsten:

„Meine öfteren Vorstellungen über die Notwendigkeiten einer besseren Unterhaltung der Festung Mainz mußten euer kurfürstlichen Gnaden überzeugen, wie sehr mir die Verteidigung derselben am Herzen lag. Auch als dieser Ort feindlich angegriffen wurde, habe ich mich mit äußerster Anstrengung verwendet, ihn zu erhalten, und erst, nachdem die versammelte Generalität die Unmöglichkeit eines Widerstandes einmütig anerkannt hatte, stimmte ich der Übergabe zu. Nach Erfüllung dieser Pflichten hielt ich es am nützlichsten, meine Vorlesungen an der Universität fortzusetzen. Ich meldete mich daher, um die Erlaubnis meines hiesigen Aufenthaltes, bei dem kommandierenden französischen General. Dieser mochte einiges Talent für Militärgeschäfte in mir entdeckt haben und bot mir bei dieser Gelegenheit die Stelle als französischer Oberst an. Da nun bei dieser Veränderung keine Kollision von Interessen eintritt, welche einen Mann von Ehre abhalten könnte, aus dem Dienste eines neutralen Fürsten in den Dienst einer kriegsführenden Macht überzutreten, so glaube ich, die Annahme dieser Stelle, welche meine dermaligen Glücksumstände merklich verbesserte und mir die vorteilhaftesten Aussichten für die Folge verspricht, meinem persönlichen Besten schuldig zu sein.“

Dieser soll sehr erbost über das Schreiben gewesen sein, denn mitnichten hätte er sich als „neutraler Fürst“ bezeichnet, zu einem Zeitpunkt, als die Franzosen in seiner Residenzstadt saßen. In kurfürstlichen Kreisen galt Rudolf Eickemeyer nun als Landesverräter und man versuchte, ihm Bestechung durch die Franzosen nachzuweisen. Dies gelang allerdings nicht. Gerichtliche Untersuchungen brachten weder Kontakte von Eickemeyer zu französischen Kreisen vor dem 20. Oktober 1792 noch die Zahlung eines Bestechungsgeldes oder eine Veränderung seiner Vermögenslage zu Tage. Dazu kamen Vorwürfe des Kurfürsten und seines Umfeldes, die ihn, statt Gymnich, als Hauptschuldigen der Kapitulation darzustellen versuchten. Erschwerend kam noch hinzu, dass nach Eickemeyer noch zwei weitere seiner Ingenieuroffiziere zu den Franzosen überliefen, darunter auch sein Cousin, Leutnant Karl Eickemeyer. Das Mainzer Ingenieurkorps verlor damit drei von fünf Offizieren.
Möglicherweise waren aber überwiegend private Gründe für Eickemeyers Handlungen im Oktober verantwortlich. Er lebte seit Jahren mit einer geschiedenen Frau zusammen, mit der er seit 1784 auch eine gemeinsame Tochter hatte. Im katholischen Kurmainz konnte er diese Frau nicht heiraten, unter der liberaleren französischen Herrschaft war dies problemlos möglich. Eickemeyer soll laut Überlieferung zu dem Bruder seiner Frau gesagt haben:

„Lieber Schwager, alles was ich tat, geschah bloß, um Ihre Schwester heiraten zu können.“

Bereits im November 1792 heiratete Rudolf Eickemeyer Madame Zucki geborene Appiano und trat außerdem am 6. November in den Mainzer Jakobinerklub ein. Dort sollte er aber, obwohl einer der wenigen Militärs dort, keine maßgebliche Rolle spielen. Die Zukunft Eickemeyers war in der französischen Armee und in den nun folgenden Kriegen zu finden.

## Militärische Laufbahn in der französischen Armee
Bereits am 22. Oktober 1792 bot Eickemeyer General Custine an, in französische Dienste zu treten. Dieser nahm das Angebot an und Rudolf Eickemeyer begann seine zweite Militärlaufbahn als Colonel der französischen Armee. Bei Kämpfen gegen preußische Truppen im Hunsrück konnte er sich auszeichnen und wurde bereits am 15. März 1793 mit der wohlwollenden Beurteilung „In Zuversicht auf seine Erfahrung, Wachsamkeit, beste Führung und Treue“ zum Général de brigade der Französischen Republik befördert. Im Juli 1793 übernahm Eickemeyer eine Brigade der Oberrheinarmee unter General Presgracier. Am 12. Februar 1795 wechselte er als Pionier-Experte zu General Kuhns Armee, die mittlerweile das von preußischen Truppen verteidigte Mainz belagerte. Trotz Eickemeyers genauen Kenntnissen der Festungsanlagen konnten die französischen Belagerungstruppen die Stadt nicht einnehmen. Eickemeyer beschrieb Jahre später in seinen Erinnerungen die katastrophalen Zustände bei den französischen Truppen:

„Während Soldat und Offizier, einen harten Winter durch, in schlechten Erdhütten liegend, den äußersten Mangel litten, oft in einigen Tagen kein Brot oder nur ungenießbares erhielten, lebten die Volksvertreter und Commissare, auch mancher General, im Überfluß. Das Köstlichste mußte auf Requisition herbeigeschafft werden. Man jagte, gastierte, gab Bälle und stellte Bacchantinnen an. Merlin de Thionville, der sich als Conventmitglied bei dem Blockadecorps befand, schämte sich nicht, mit einer aus Mainz ihrem Manne entlaufenen Frau, die er als Beischläferin aufgenommen hatte, glänzende Feste zu veranstalten. Um ihr ein noch ungesehenes Schauspiel zu geben, ließ er während einer Nacht Mainz aus Haubitzen beschießen.“

Bei dem Rückzug der französischen Truppen wurde Eickemeyer die Aufgabe zuteil, den Rückzug zu decken. Im Juni 1795 wurde er zu der Armee des Generals Taponier (später unter der Leitung von General Fauconnet) nach Germersheim versetzt, wo er die 1. Brigade befehligte. Im sich anschließenden süddeutschen Feldzug gegen österreichische Truppen zeichnete sich Eickemeyer durch sein militärisches Geschick wie auch durch seine humane Haltung gegenüber der Zivilbevölkerung aus. Bei der Verteidigung der Stadt Kehl wurde Eickemeyer am 27. Dezember 1796 schwer verwundet und schied vorerst aus dem Kriegsgeschehen auf deutschem Gebiet aus.
Nach seiner vorübergehenden Genesung wurde er Brigadekommandeur der 96. Brigade in Lons-le-Saunier im Département Jura. Ein Rückfall bei der Heilung seiner schweren Wunden am Oberschenkel führte zu einer erneuten Dienstunfähigkeit. Eickemeyer ging zur Kur nach Wiesbaden, wo er von seinem Freund, dem Arzt und führenden Mainzer Jakobiner Georg von Wedekind, behandelt wurde. Eickemeyer konnte erst im März 1799 wieder ein militärisches Kommando übernehmen. Als Kommandeur der 2. Subdivision in Montbrison war er in den Départements Loire und Puy-de-Dôme in Kämpfe gegen royalistische Emigranten und Revolutionäre verwickelt. Aufgrund einer Intrige wurde er trotz seiner Verdienste bei der Herstellung der zivilen Ordnung in seinem Zuständigkeitsgebiet royalistischer Umtriebe beschuldigt. Am 28. September 1799 wurde er aufgrund dieser Vorwürfe von dem Kriegsminister Edmond Dubois-Crancé aus dem Militärdienst entlassen. Eickemeyer verfasste daraufhin eine umfangreiche Rehabilitationsschrift, die er dem Direktorium übergab, und kehrte anschließend nach Mainz zurück, das nach dem Frieden von Campo Formio seit dem 30. Dezember 1797 wieder in französischer Hand war. Dort erhielt er nach einigen Wochen die Nachricht, dass man ihn aufgrund der guten Beurteilungen seiner Vorgesetzten und Mitarbeiter rehabilitiert hatte. Insbesondere der Leiter der Militärversorgungsverwaltung, Haussmann, trug dazu bei, indem er in seine Beurteilung Eickemeyers schrieb: „Sein Name ist überall gut angesehen, sein militärischer Dienst ohne Tadel, an seiner Aufrichtigkeit kein Zweifel.“

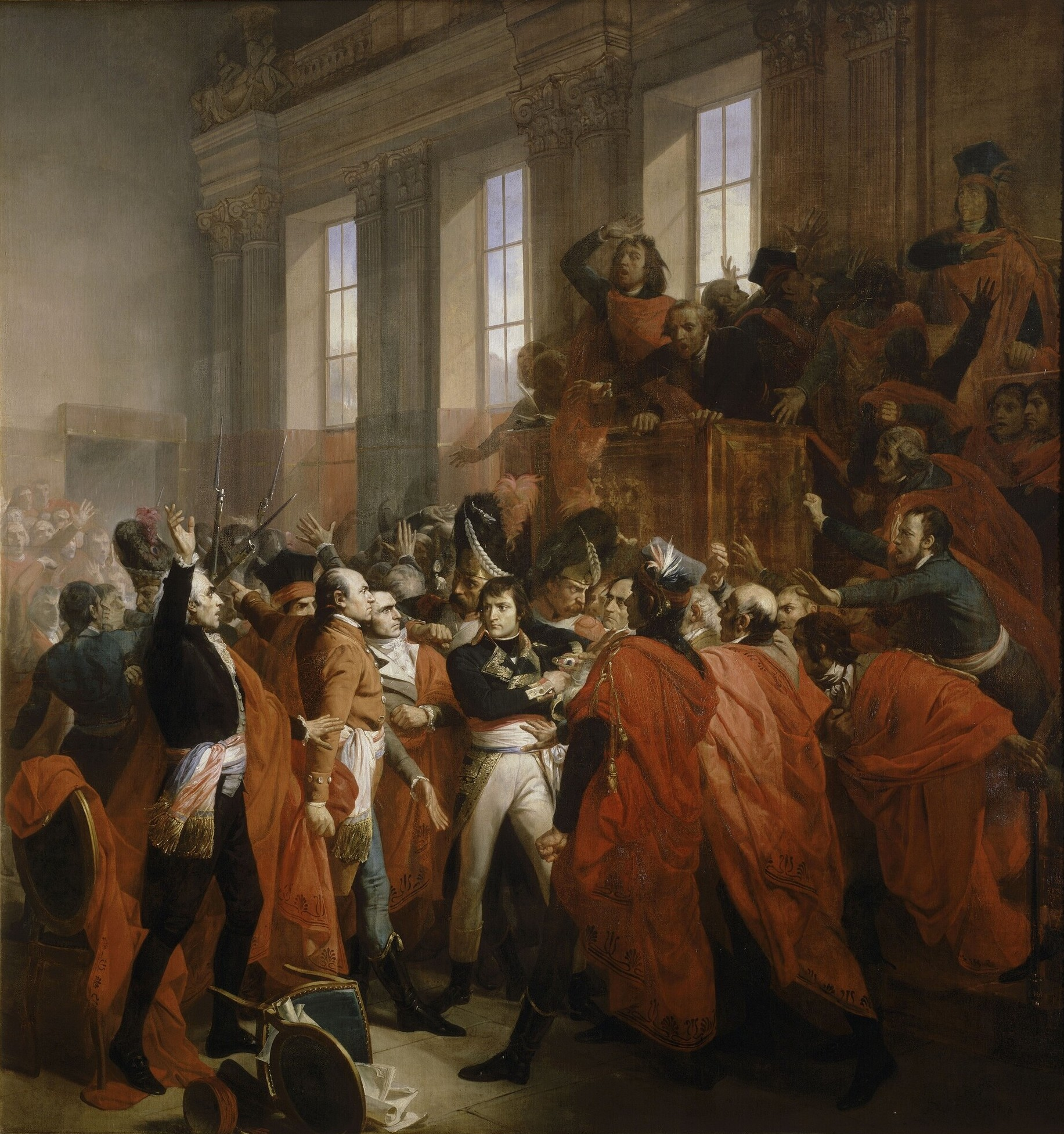
Der Staatsstreich des 18. Brumaire VIII - Napoleon Bonaparte empfing Rudolf Eickemeyer als Erster Consul der Republik

Obwohl immer noch französischer Militär im Rang eines Brigadegenerals, betätigte sich Rudolf Eickemeyer erstmals auch in der lokalen Politik. Aufgrund der ungeordneten Zustände in den linksrheinischen, nun zur Französischen Republik gehörenden Gebieten reiste Eickemeyer nach Paris, um bei Napoleon Bonaparte vorzusprechen. Eickemeyer sollte das neu gegründete Département du Mont-Tonnerre (Donnersberg-Département) vertreten. Vertreter der anderen linksrheinischen Départements waren ebenfalls nach Paris unterwegs; so vertrat Joseph Görres, Professor, Publizist und bekannter Jakobiner, das Département de Rhin-et-Moselle (Rhein-Mosel-Département). Eickemeyer reiste in Mainz am 9. November 1799 ab, dem Tag des Staatsstreichs des 18. Brumaire VIII. Aufgrund der nun folgenden politischen Wirren reisten alle Delegierten wieder in ihre Heimat-Départements zurück. Eickemeyer reiste allerdings weiter nach Paris, wo er auf eine Audienz bei Napoleon wartete. Dieser empfing ihn einige Zeit später in dem Palais des Tuileries, allerdings ausdrücklich nur in seiner Funktion als General der französischen Armee. Napoleon übertrug ihm während ihres Gesprächs das Kommando über die Nordfrankenlegion, einer neu aufzustellenden militärischen Einheit aus den neu gegründeten linksrheinischen Départements. Mit Erlass vom 16. Dezember 1799 erhielt Eickemeyer seine offizielle Ernennung als Kommandeur. Dies sollte die letzte Station seiner Militärkarriere sein. Die Armee kam nie auf den beabsichtigten Stand von 6000 Soldaten, von den 1800 Soldaten des maximalen Mannschaftsstandes stammte nur ein Bruchteil aus den neuen linksrheinischen Départements. Bei den stattdessen angeworbenen Söldnern aus fast allen europäischen Staaten kam es schnell zu Massendesertionen. Währenddessen wurde Eickemeyer 1801 der Veruntreuung und Unterschlagung von Geldern beschuldigt, was wiederum zu seiner Entlassung aus dem Militärdienst führte. Auch hier erreichte er seine volle Rehabilitierung: Er ermittelte eigenhändig die Schuldigen und legte dem Kriegsminister stichhaltige Beweise vor. Dieser entschuldigte sich bei Eickemeyer und versprach nach Auflösung der gescheiterten Nordfrankenlegion ein neues Kommando. Dazu sollte es aber nicht mehr kommen. Rudolf Eickemeyer wurde 1803 in seinem 50. Lebensjahr als dienstältester Général de brigade der französischen Armee in den Ruhestand versetzt.

## Maire und Bürgermeister von Gau-Algesheim

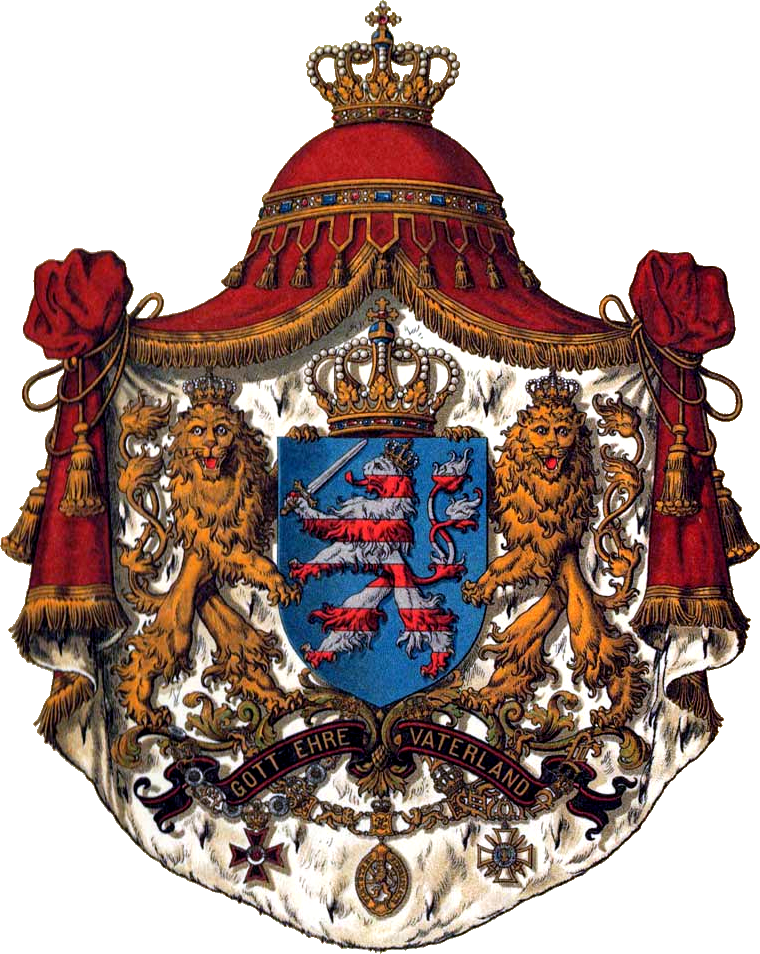
Eickemeyer betätigte sich in seinen letzten Lebensjahren in der Lokalpolitik des Großherzogtums Hessen

Nach seiner Versetzung in den Ruhestand begab sich Eickemeyer mit seiner Familie im September 1803 nach Gau-Algesheim in Rheinhessen. Hier hatten ihm seine Eltern ein kleines landwirtschaftliches Gut hinterlassen. 1811 wurde er auf Wunsch des Präfekten des Département du Mont-Tonnerre, Jeanbon St. André, zum Maire des Ortes gewählt. Die Gemeinde war durch Kriegswirren, Einquartierungen und Abgaben an die französische Armee stark geschädigt worden und Eickemeyer schien dem Präfekten der geeignete Mann zur Belebung des Ortes. Eickemeyer konnte sich bereits kurz nach seiner Wahl als Maire auszeichnen. Am 6. September 1811 brannten bei einem Großfeuer 36 Häuser und Stallungen nieder. Er sorgte umgehend für die Organisation der Hilfeleistungen durch die Nachbargemeinden und der Départementverwaltung. Bereits zwei Jahre später waren alle Gebäude neu errichtet worden. Nach diesem Vorfall modernisierte Eickemeyer die Feuerwehr des Ortes und ordnete die Anschaffung einer Feuerlöschpumpe an. Weiterhin gründete er während seiner Amtszeit die erste Mädchenschule im Ort und widmete sich der Bekämpfung des Rebstichlers (Bytiscus betulae), eine Maßnahme, die in dem weinbautreibenden Ort sehr wichtig war und die Einnahmen durch den Weinanbau deutlich anhoben. In seiner Amtszeit wurden auch die spätmittelalterlichen Befestigungsanlagen niedergelegt und die gesamte Ortschaft modernisiert und erweitert.
Beim Herannahen der Koalitionstruppen und dem bevorstehenden Ende der französischen Herrschaft gab er sein Amt mit Zustimmung des Präfekten an seinen Adjunkten ab und begab sich nach Mainz. Nach einer mehrmonatigen Unterbrechung übernahm er auf Bitte der neuen österreichisch-bayrischen Administration erneut das Amt des Ortsbürgermeisters. Eickemeyer sollte dies nun ohne weitere Unterbrechung bis 1822 innehaben. Aufgrund seiner allseits geachteten Integrität blieb er somit auch nach dem Ende des napoleonischen Kaiserreichs und der Zuschlagung Gau-Algesheims zum Großherzogtum Hessen kommunalpolitisch tätig. 1818 wurde er in den Provinzialrat der neuen Provinz Rheinhessen und 1820 in die Zweite Kammer der Landstände des Großherzogtums Hessen gewählt. Aufgrund seiner gesundheitlichen Verfassung trat er das Abgeordnetenamt zwar an, konnte aber nicht mehr politisch tätig werden und bat um die Wahl eines Nachfolgers.
In den letzten Jahren seines Lebens wurde Eickemeyer vermehrt als Autor tätig. Die meisten seiner Werke sind in seinen letzten zehn Lebensjahren entstanden. Eickemeyer schrieb über eine Vielzahl von Themen wie die von ihm studierte und gelehrte Mathematik, die Kriegskunst und allgemeine gesellschaftlich-politische Themen.
Rudolf Eickemeyer starb am 9. September 1825 in Gau-Algesheim. Seine Grabstätte auf dem örtlichen Friedhof ist nicht mehr erhalten. Seit 2011 trägt der Park am „Alten Friedhof“ den Namen „Eickemeyer-Park“.

## Literarische Werke von Rudolf Eickemeyer
- Über den Nutzen des mathematischen Studiums. Mainz 1784.
- Abhandlung über Gegenstände der Staats- und Kriegswissenschaften. 2 Bände. Frankfurt 1817.
- Ueber den sittlichen- und Kunstwerth öffentlicher Denkmäler. Leipzig 1820.
- Die Kriegsbaukunst nach Grundsätzen, welche von jenen verschieden sind, die man bisher befolgt hat. Leipzig 1821.
- Über die Erbauung der Dörfer. Varrentrapp und Wenner, Frankfurt 1797.
- Über die Einschließung der Landstädte und andere offene Orte. Universitätsbuchhandlung, Mainz 1792.
- Denkwürdigkeiten des Generals Eickemeyer. Selbstbiografie, herausgegeben und ergänzt 1845 in Frankfurt/Main von Heinrich Josef König (archive.org).
- Uiber den Straßenbau in Sandgegenden wo es an Steinen fehlet, eine Abhandlung welcher die Kgl. Societät der Wissenschaften zu Göttingen im Julius 1787 den Preis ertheilte. Frankfurt/Mainz 1787.